# ジョヴァンニ・バッティスタ・ピアッツェッタ
ジョヴァン二・バッティスタ・ピアッツェッタ（Giovanni Battista Piazzetta, 1683年2月13日 - 1754年4月29日）は、イタリア・バロック後期～ロココ初期のヴェネツィア派の画家。ジャンバッティスタ・ピアッツェッタ（Giambattista Piazzetta）とも呼ばれ、ピアツェッタとも表記される。
ヴェネツィアに生まれ、｢闇派｣のアントーニオ・モリナーリに師事。その後ボローニャに移り、ジュゼッペ・マリア・クレスピなどの影響を受けた。1710年頃ヴェネツィアに戻り、以後死ぬまで同地で製作を続けた。明暗表現を効果的に生かした、劇的で躍動感溢れる画風で一家を為し、当時停滞していたヴェネツィア派の復興に力があった。初期のティエポロも彼の影響を受けているが、後にピアツェッタ自身がティエポロ流の明るい画風を取り入れている。軽快で洗練された筆致、温雅な色彩感覚は、ロココの先駆としても評価される。『聖ドミニクスの栄光』『聖フランチェスコの法悦』など、宗教画に優れた作品が多いが、『女占師』など、独特の詩情を湛えた風俗画や素描にも持ち味を発揮した。1750年、ヴェネツィアに新設された絵画アカデミーの院長に任命された。

## 代表作
- 『聖ヤコブの殉教』（1717年、ヴェネツィア、サン・スタエ聖堂）
- 『聖フィリッポ・ネーリに顕現する聖母マリア』（1725-27年、ヴェネツィア、サンタ・マーリア・デッラ・ファーヴァ聖堂）
- 『聖ドミニクスの栄光』（1725-27年、ヴェネツィア、サン・ザニポーロ聖堂）
- 『聖フランチェスコの法悦』（1732年、ヴィチェンツァ市立博物館）
- 『聖母の被昇天』（1735年、パリ、ルーブル美術館）
- 『女占師』（1740年、ヴェネツィア、アッカーデミア美術館）
- 『田園詩』（1739-41年、ケルン、ヴァルラフ=リヒャルツ美術館）

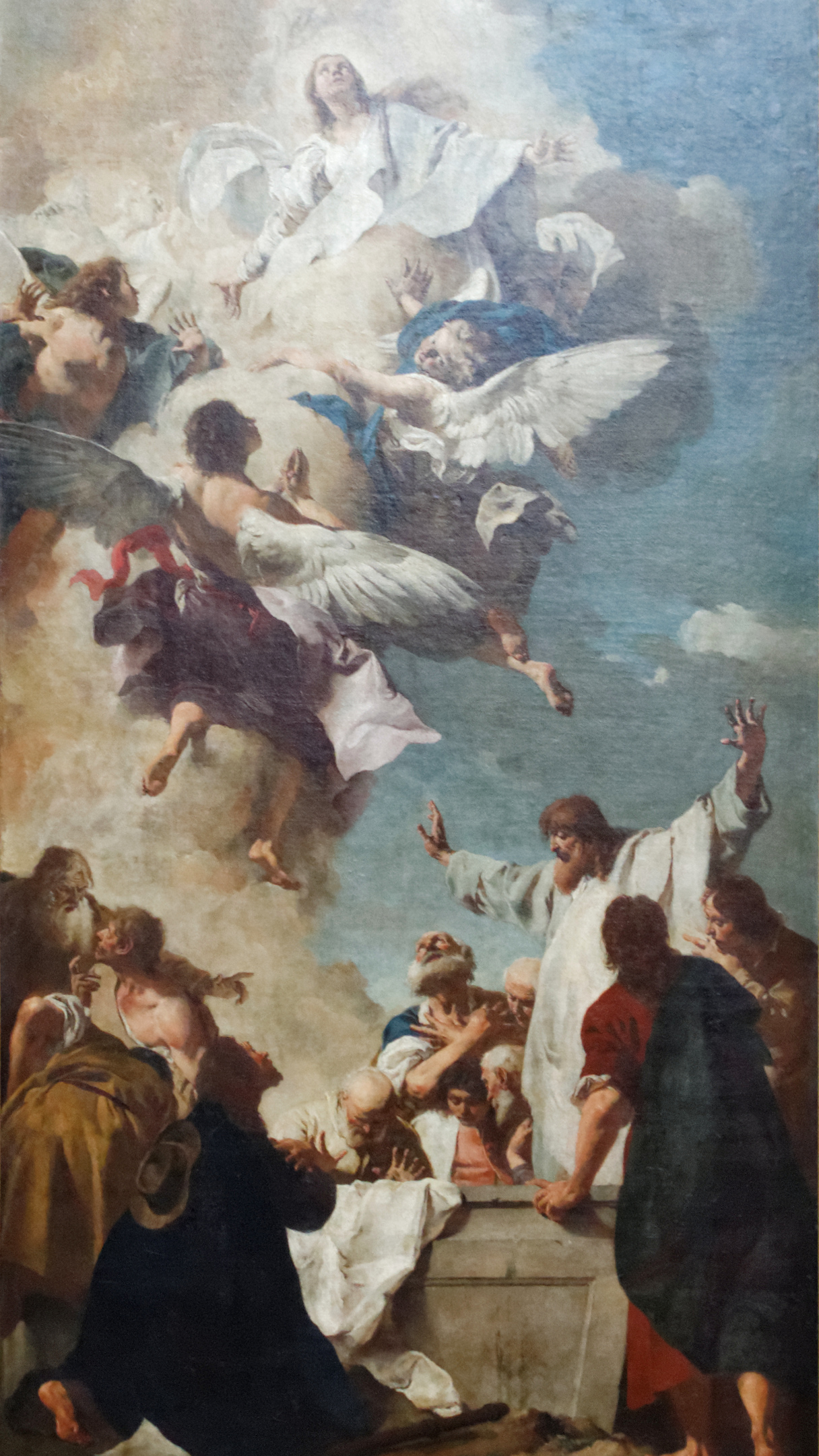
『聖母の被昇天』 （1735年）、ルーブル美術館。
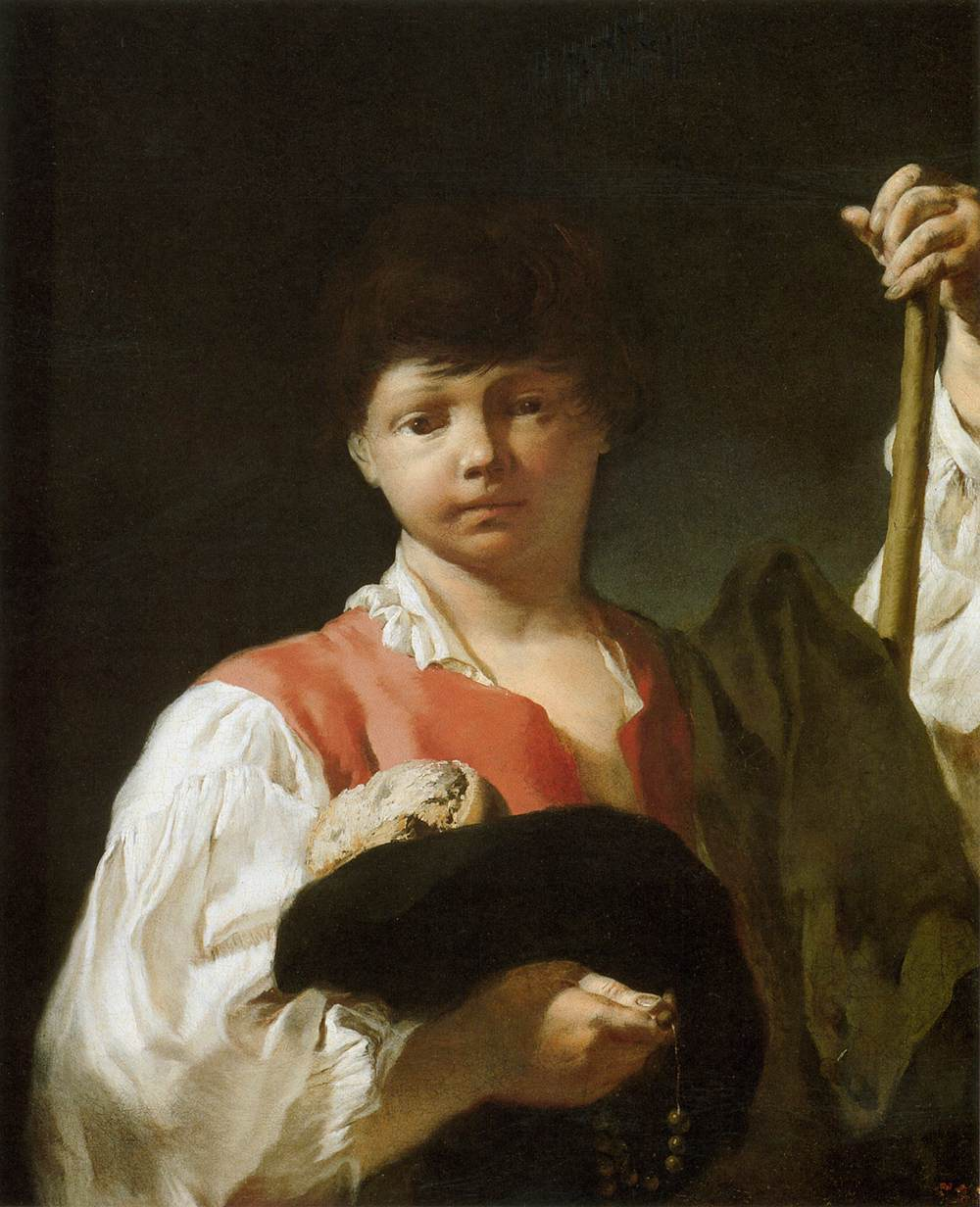
『幼い物乞い』（1725-30年）、シカゴ美術館。
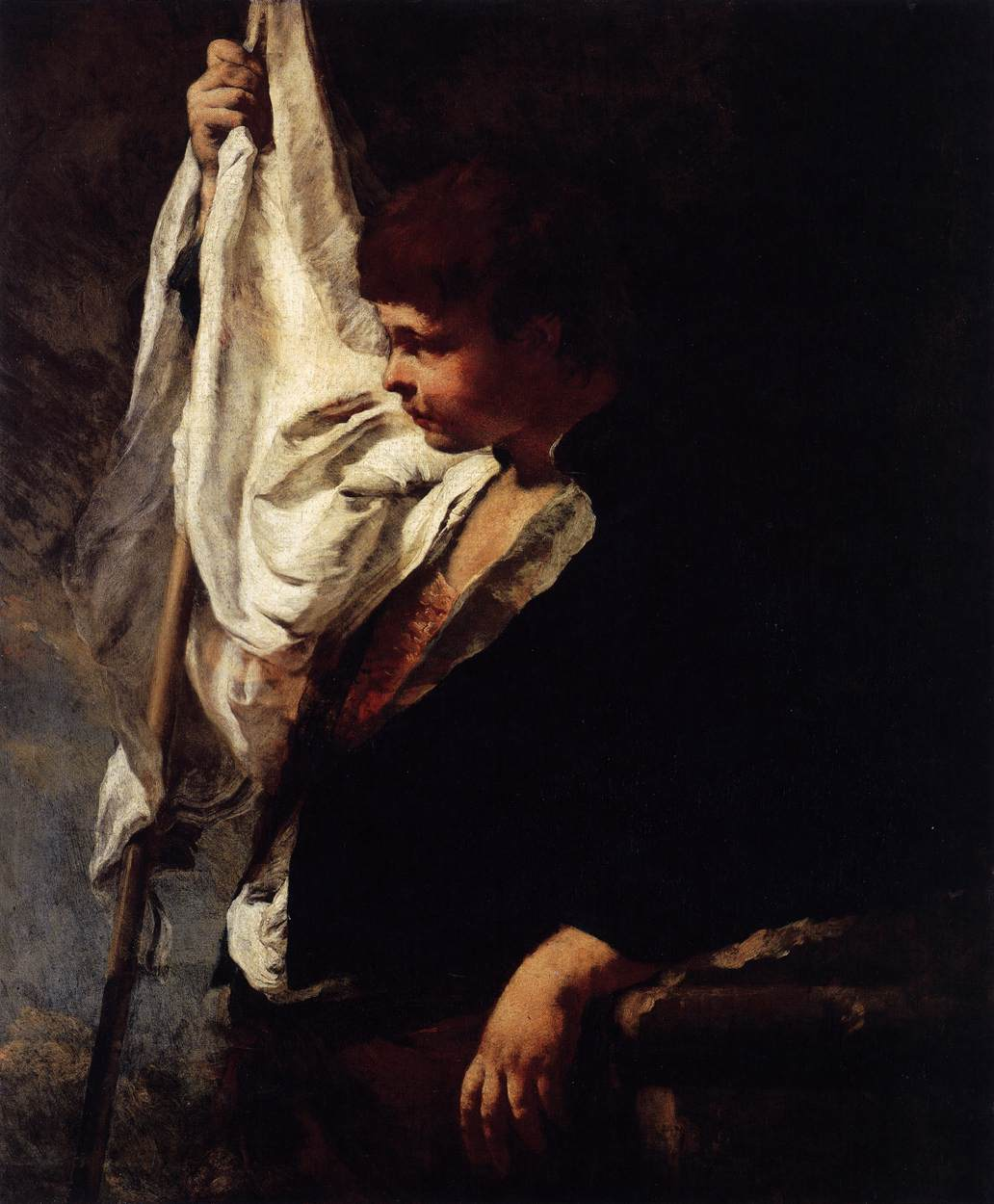
『若い将校』(c.1742)